# Masterpiece (canção de Basshunter)
"Masterpiece" é uma canção do músico sueco Basshunter. O single foi lançado em 19 de outubro de 2018 pela PowerHouse, Extensive Music LJT, Ultra Records e Warner Music Sweden. É notável por incluir samples do jogo League of Legends. A canção foi escrita e produzida por Alex Argento, Basshunter e Robert Uhlmann.

## Antecedentes e lançamento
Basshunter anunciou em 3 de janeiro de 2018 que um novo single seria lançado em breve. Quatro dias depois, ele publicou um fragmento da música tocada no estúdio. Em junho e julho, em entrevistas para Westmeath Independent e The Overtake, Basshunter revelou que o single seria intitulado "Masterpiece". Basshunter anunciou em 3 de outubro que o single seria lançado pela Ultra Records em 19 de outubro de 2018. Um trailer da música foi publicado em 11 de outubro de 2018.
"Masterpiece" foi lançada em 19 de outubro de 2018 pela PowerHouse, Extensive Music LJT, Ultra Records e Warner Music Sweden. Um vídeo com a letra de "Masterpiece" foi publicado pela Ultra Music no mesmo dia. A Warner Music Sweden anunciou um concurso Stream & Steam no qual o vencedor receberia um cartão-presente da Steam.
Basshunter tocou "Masterpiece" como música de encerramento nos shows. Seu empresário Scott Simons disse que a reação do público foi extremamente positiva. Basshunter disse que "Masterpiece" é diferente  de suas canções anteriores "Boten Anna" e "Vi sitter i Ventrilo och spelar DotA", pelas quais é conhecido na Suécia.
A música utiliza o áudio dos personagens Sona e Brand do jogo League of Legends. Basshunter afirmou que isso era para chamar a atenção para a importância dos jogadores nos estágios iniciais de sua carreira.
A música tem um ritmo de 132 batidas por minuto e é escrita na tonalidade de Fá menor.

## Recepção
O lançamento de "Masterpiece" teve ampla cobertura de veículos de imprensa. A música foi eleita um dos melhores lançamentos da semana pelos editores da loja turca da Apple Music. Também se tornou a sétima música mais vendida da semana na categoria Euro Dance/Pop Dance, e a décima quinta na categoria EDM, na loja Juno Download.

## Lista de músicas
| N.º | Título        | Duração |  |
| 1.  | "Masterpiece" | 2:46    |  |

| N.º | Título                                       | Duração |  |
| 1.  | "Masterpiece (Remix) (featuring Basshunter)" | 2:51    |  |

## Créditos
- Alex Argento – escritor, produtor
- Basshunter - escritor, produtor
- Robert Uhlmann – escritor, produtor, engenheiro de masterização, engenheiro de mixagem

## Posições nas tabelas musicais
| Tabela musical (2018-2019)                                  | Melhor posição |
| ----------------------------------------------------------- | -------------- |
| Alemanha (Dance-Charts Top 100)                             | 42             |
| Alemanha (Deutsche-DJ-Playlist)                             | 25             |
| Alemanha (Dance50 Chart)                                    | 28             |
| Alemanha (Die Deutschen Disco Chart)                        | 3              |
| Alemanha (Deutsche Pop Chart)                               | 3              |
| Alemanha (Die Offiziellen Deutschen Party & Schlager Chart) | 39             |

## Histórico de lançamentos
| Data de Lançamento     | Formato                    | Gravadora                                                        |
| ---------------------- | -------------------------- | ---------------------------------------------------------------- |
| 19 de outubro de 2018  | Download streaming         | PowerHouse Extensive Music LJT Ultra Records Warner Music Sweden |
| 15 de dezembro de 2018 | Digital download streaming | Init                                                             |